# Hilara aptoides
Hilara aptoides är en tvåvingeart som beskrevs av Chvala 2008. Hilara aptoides ingår i släktet Hilara och familjen dansflugor.
Artens utbredningsområde är Israel. Inga underarter finns listade i Catalogue of Life.